# Slovenske dežele
Slovenske dežele (nemško: Slowenische Länder ali starinsko Windische Länder, italijansko: Terre slovene) je zgodovinska oznaka  za ozemlja v Srednji in Južni Evropi, kjer je bila slovenščina  prevladujoč jezik prebivalstva. Slovenske Dežele so bile skozi zgodovino del kneževine Karantanije, Frankovskega cesarstva, Svetega Rimskega cesarstva, Habsburške Avstrije, Ilirskih provinc in Avstro-Ogrske Cislajtanije. Obsegale so Kranjsko, južni del Koroške, južni del Štajerske, severozahodni del Istre, večino Goriško-Gradiške, Trst in Prekmurje. Ozemlje slovenskih dežel približno sovpada z ozemljem današnje Republike Slovenije in sosednjih ozemelj v Italiji, Avstriji, na Madžarskem in Hrvaškem, kjer žive avtohtone slovenske skupnosti. Omenjene dežele nikoli niso bile v celoti etnično slovenske, vendar so obsegale kompaktno in strnjeno poseljeno ozemlje, kjer se je slovenščina skozi stoletja uveljavila in ohranila kot glavni jezik lokalnega prebivalstva.

## Poimenovanje
Podobno kot Slovaki, so tudi Slovenci za označevanje lastnega etnosa ohranili samopoimenovanje po zgodnjih Slovanih in za razliko od večine drugih slovanskih narodov (Čehi, Hrvati, Rusi, Bolgari, Srbi) niso prevzeli poimenovanja po zgodovinskih plemenih ali pokrajinah. V srednjem veku, od 6. do 13. stoletja, se v latinskih virih za Alpske Slovane, predhodnike Slovencev, uporablja tudi starodavni izraz Quarantani oziroma Karantanci, ki jasno izpričuje specifično slovansko etnično skupino na območju Vzhodnih Alp. Ko se Karantanija v 12. in 13. stoletju postopoma razgradi na kasnejše vojvodine Koroško, Štajersko, Kranjsko in Goriško, začne iz pisnih virov polagoma izginjati tudi uporaba termina Karantanci. Trubar v 16. stoletju svoje ljudstvo tako že nagovori z znamenitim lubi Slouenci, s tem izrazom pa zelo specifično zajema vse slovansko govoreče prebivalstvo takratnih dežel Notranje Avstrije, torej nekdanjih Karantancev. Trubarjeva uporaba izraza Slovenci je prva izpričana pisna uporaba tega izraza v zgodovini. Med ljudstvom pa je samopoimenovanje Slovenci verjetno zelo staro in sega v čase daleč pred Trubarjem, morda celo do same Karantanije, saj ga je možno zaslediti tudi v tako medsebojno oddaljenih in nepovezanih kotičkih slovenskega etničnega ozemlja kot sta Ziljska dolina in Prekmurje. Medtem ko je samopoimenovanje Karantanci od 13. stoletja naprej počasi izginjalo, so se v ljudski govorici še vedno ohranili izrazi, kot so Slovenci, slovenje, po souveje. Kljub temu vse od razpada Karantanije dalje ni obstajal noben enoten izraz, ki bi poimenoval samo ozemlje, kjer so Slovenci prebivali. Prebivalstvo, čeprav so ga družili skupen jezik, kultura in zgodovina, se je tako vse bolj identificiralo s posameznimi deželami habsburške monarhije, Koroško, Kranjsko, Štajersko...Šele v času romantičnega nacionalizma in narodnega preporoda v 19. stoletju se ponovno pojavi želja po uveljavitvi novega, skupnega imena za deželo, v kateri prebivajo Slovenci. Takrat se prvič pojavi izraz Slovenija, ki so ga najverjetneje skovali učenci lingvista Jerneja Kopitarja. Sam Kopitar se je iz zgodovinskih razlogov sprva bolj nagibal k obuditvi in ponovni uporabi skupnega poimenovanja Karantanci, Karantanija, vendar sta bila oba izraza - z izjemo starodavnega koroškega poimenovanja Korotan za Koroško - med ljudstvom takrat že bolj ali manj pozabljena. Nekako z začetkom uporabe izraza Slovenija se uveljavi tudi prvi slovenski narodni politični program - Zedinjena Slovenija. Po 1. svetovni vojni je Slovenija prvič postala tudi de facto prepoznavna upravna in politična entiteta, in sicer z enostransko deklaracijo o vzpostavitvi Države Slovencev, Hrvatov in Srbov. Čeprav Slovenija kot avtonomna upravna enota med letoma 1921 in 1941 v kraljevini Jugoslaviji ni obstajala, se je za Dravsko Banovino pogosto uporabljal izraz "Slovenija", tudi v uradnih dokumentih.
Zaradi vsega zgoraj navedenega, predvsem zaradi zgodovinsko relativno novega poimenovanja "Slovenija", mnogi slovenski zgodovinarji za opisovanje ozemlja današnje Republike Slovenije in njej sosednjih področij v preteklih časih raje uporabljajo izraz "slovenske dežele".

## Ozemlje
V 19. stoletju so za slovenske dežele štele : 
- Kranjska
- Južna Koroška
- Spodnja Štajerska
- Slovenska krajina v Železni in Zalski županiji, Kraljevina Ogrska
- Ženavci, nemško Jennersdorf, nekdaj Kraljevina Ogrska, danes zvezna dežela Gradiščanska, Avstrija
- večina grofije Goriško-Gradiške, razen nižin jugozahodno od Gradišča in Krmina, ki so že bile del zgodovinske Furlanije
- svobodno mesto Trst
- severozahodna Istra, na območju današnjih občin Koper, Izola, Piran, Hrpelje-Kozina, Milje in Dolina
- Beneška Slovenija (italijansko: Slavia Vèneta), do leta 1797 del Beneške Republike

Žumberak in področje okoli Čabra v Gorskem Kotarju, ki danes pripadata Hrvaški, sta bila skozi zgodovino dolgo del  Kranjske, in sta se zato pogosto obravnavala kot sestavni del slovenskih dežel, še posebej pred vzponom romantičnega nacionalizma v 19. stoletju, ko natančna etnična meja med Slovenci in Hrvati še ni bila jasno določena.
Vsa ozemlja, zajeta pod poimenovanjem slovenske dežele, niso imela vedno slovensko govoreče večine. V precej mestih, še posebej na Spodnjem Štajerskem, se je vse do konca 1. svetovne vojne ohranjala nemška večina, najbolj izrazito v Mariboru, Celju in na Ptuju. Na območju okoli Kočevja na Dolenjskem, znanem tudi kot Kočevsko, je med 14. stoletjem in letom 1941 živela močna in homogena nemško govoreča skupnost, ki pa je bila po sporazumu med nacističnimi nemškimi in fašističnimi italijanskimi okupacijskimi silami od tam izseljena. Podoben nemški "jezikovni otok" znotraj etnično slovenskega ozemlja je obstajal tudi v mestu Trbiž, ki je bilo do leta 1919 del Koroške, danes pa pripada Italiji. Mesto Trst, ki so ga skupaj z zaledjem Slovenci vedno šteli za del slovenskih dežel, je imelo že od nekdaj romansko govorečo večino. Podoben primer je bilo mesto Gorica, katerega ime zgovorno priča o zgodovinski slovenski poselitvi in ki je skozi stoletja predstavljalo izredno pomembno versko in kulturno središče slovenskih dežel, vendar je v njem vseskozi živela pestra mešanica Italijanov, Slovencev, Furlanov in Nemcev. V istrskih mestih Koper, Izola, Piran in Milje, ki so bila, podobno kot Trst, obkrožena s strnjenim slovenskim etničnim ozemljem, je vse do istrskega eksodusa po 2. svetovni vojni prebivalo predvsem romansko oziroma italijansko govoreče prebivalstvo. Na južnem Koroškem pa je proces načrtne germanizacije od polovice 19. stoletja naprej ustvarjal nemško govoreča območja sredi prvotno strnjenega slovensko govorečega ozemlja. Vsaj do konca 50-ih let 20. stoletja je največji del južne Koroške tako dobil nemško govorečo večino, slovenska manjšina pa živi v razdrobljenem vzorcu na vsem območju nekdaj kompaktnega slovenskega etničnega ozemlja .

Nekatera območja, kjer so tradicionalno prebivale precej močne slovenske skupnosti, na primer mesti Reka in Zagreb na Hrvaškem, kakor tudi slovenske vasi v grofiji Somogy na Madžarskem, se nikoli niso obravnavale kot del slovenskih dežel. Enako velja za slovenske skupnosti v jugozahodni Furlaniji (vasi Gradisca, Gradiscutta, Gorizzo, Goricizza, Lestizza in Belgrado), ki so se do konca 16. stoletja stopile z lokalnim romanskim prebivalstvom.
- Grb Kranjske
- Grb Štajerske
- Grb Koroške
- Grb Goriške
- Grb Istre
- Grb Cesarskega svobodnega mesta Trst
- Grb Zalske županije (ogrska županija, del Prekmurja)
- Grb Železne županije (ogrska županija, del Prekmurja)